# IBM System R
System R ist ein von IBM im San Jose Research Center (heute IBM Almaden Research Center) entwickeltes Datenbankmanagementsystem. Das System wurde in den 1970er Jahren im Rahmen eines Forschungsprojektes entwickelt. Es ist historisch von großer Bedeutung, da es das erste relationale Datenbankmanagementsystem war und die Abfragesprache SEQUEL (= Structured English Query Language) definierte, aus der die SQL-Abfragesprache hervorging. An den Grundlagen dieser Forschungsarbeit war Edgar F. Codd maßgeblich beteiligt.
System R zeichnete sich bereits durch eine gute Transaktionsleistung aus und hatte einen Anfrageoptimierer sowie B-Bäume als Indexverfahren. Das System R wurde zwar bei einigen Kunden der IBM getestet, jedoch nie vermarktet.
Durch die Erfahrungen mit dem System R wurde von der IBM das System SQL/DS entwickelt und ab 1981 bei Kunden eingesetzt. SQL/DS ist der Vorgänger des relationalen Datenbankmanagementsystems DB2.
Die SQL-Abfragesprache hat sich bis heute als Standard durchgesetzt. Sie wurde 1986 vom ANSI und 1987 vom ISO erstmals als Norm verabschiedet. In den nachfolgenden Jahren wurde der SQL-Standard noch deutlich erweitert.